# ウィレム・ファン・デ・フェルデ (子)
ウィレム・ファン・デ・フェルデ（Willem van de Velde de Jonge、1633年12月18日（洗礼日）- 1707年4月6日）は、オランダの画家である。海洋画を描いた。同名の海洋画家の父親、ウィレム・ファン・デ・フェルデ (父)(Willem van de Velde de Oude: c.1611-1693)と区別するために「若いほうのファン・デ・フェルデ(van de Velde de Jonge)」と呼ばれる。

## 略歴
オランダのライデンで生まれた。弟のアドリアーン・ファン・デ・フェルデ(1636-1672)も風景画家になった。父親から絵を学んだ後、1650年頃から、アムステルダムなどで働いて当時有名であった海洋画家のシモン・デ・フリーヘル(c.1601-1653)に学んだ。別の海洋画家のヤン・ファン・デ・カペレ(1626 -1679)の作品からも影響を受けた。
アムステルダムで活動し、当初、穏やかな近海の漁船のいる穏やかな海の風景を描いていた。1672年にオランダがフランスの侵攻を受けて（仏蘭戦争）、大きな被害を受けると、ファン・デ・フェルデは父親とロンドンに移り、ロンドンではイギリス王室のヨットやイギリスの軍艦を専ら描いた。1674年にイングランド王、チャールズ2世から俸給を受けるようになった。1685年にイギリス国王になるヨーク公（ジェームズ2世）も後援者となった。はじめグリニッジのクイーンズ・ハウスで暮らし、1691年からはウェストミンスターに移った。
イギリスで有名な海洋画家になり、イギリスの軍艦を描いた作品は王室の宮殿に飾れ、ファン・デ・フェルデの作品をイギリス人はこぞって購入することになり、ファン・デ・フェルデは財産を築いた。
1652年にウェースプ出身の女性と結婚したが離婚し、1656年に船長の娘と再婚し、4人の子供がいた。
1707年にウェストミンスターで亡くなった。

## 作品

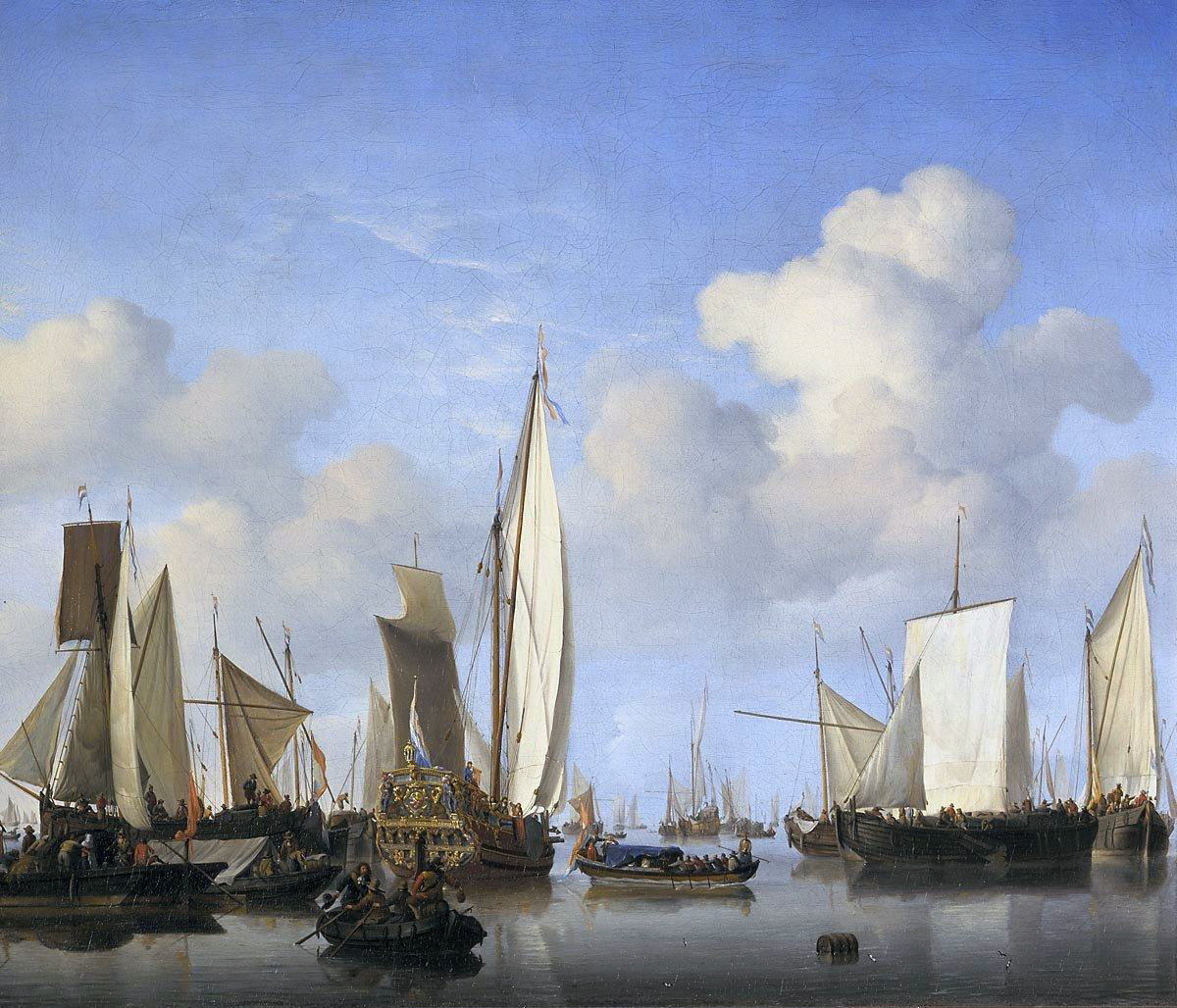
『航路の船舶』 (1658年頃)
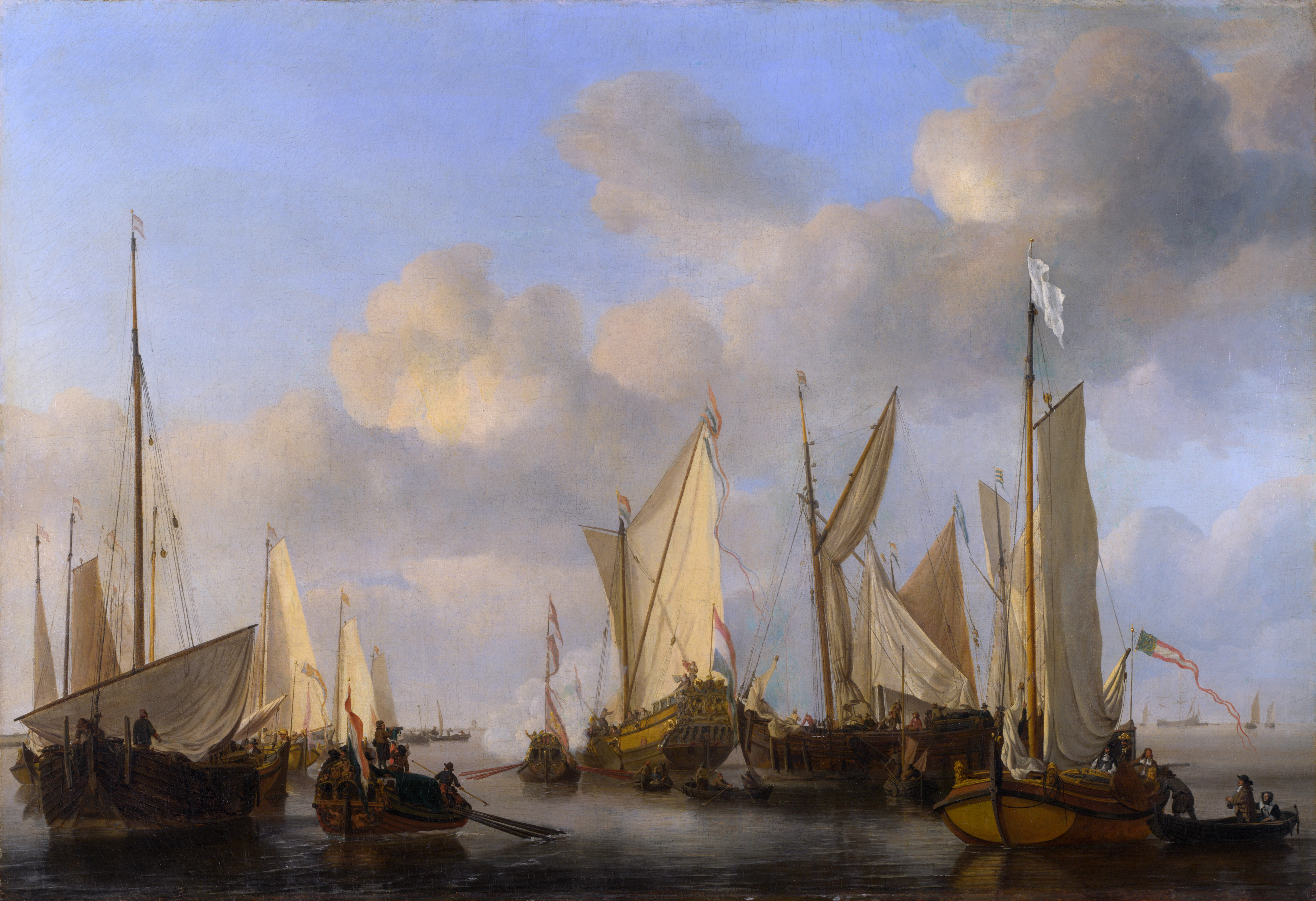
『礼砲を放つオランダの帆船』 (1661年)、ナショナル・ギャラリー (ロンドン)
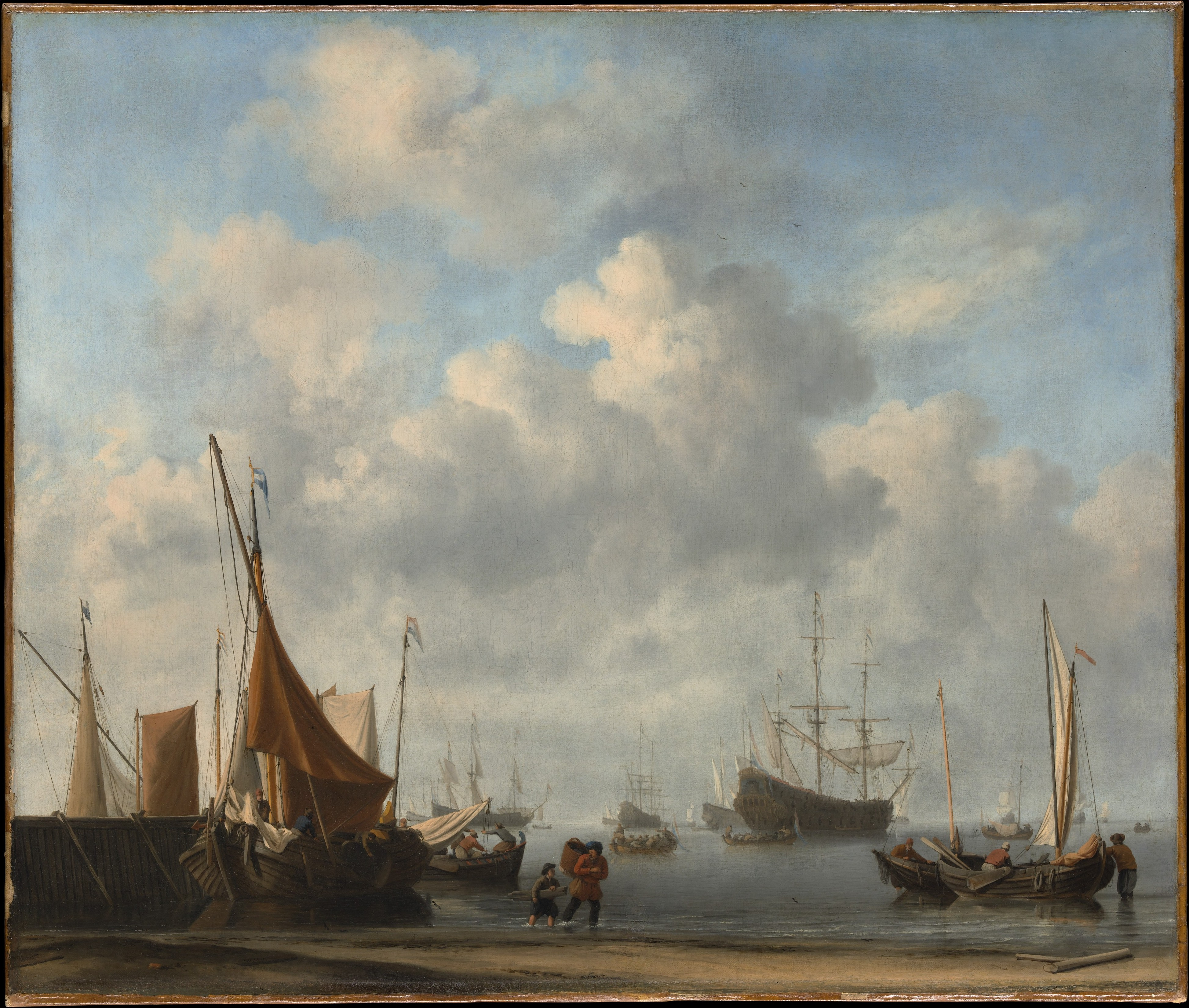
『オランダの港への入り口』(1665年頃)、メトロポリタン美術館
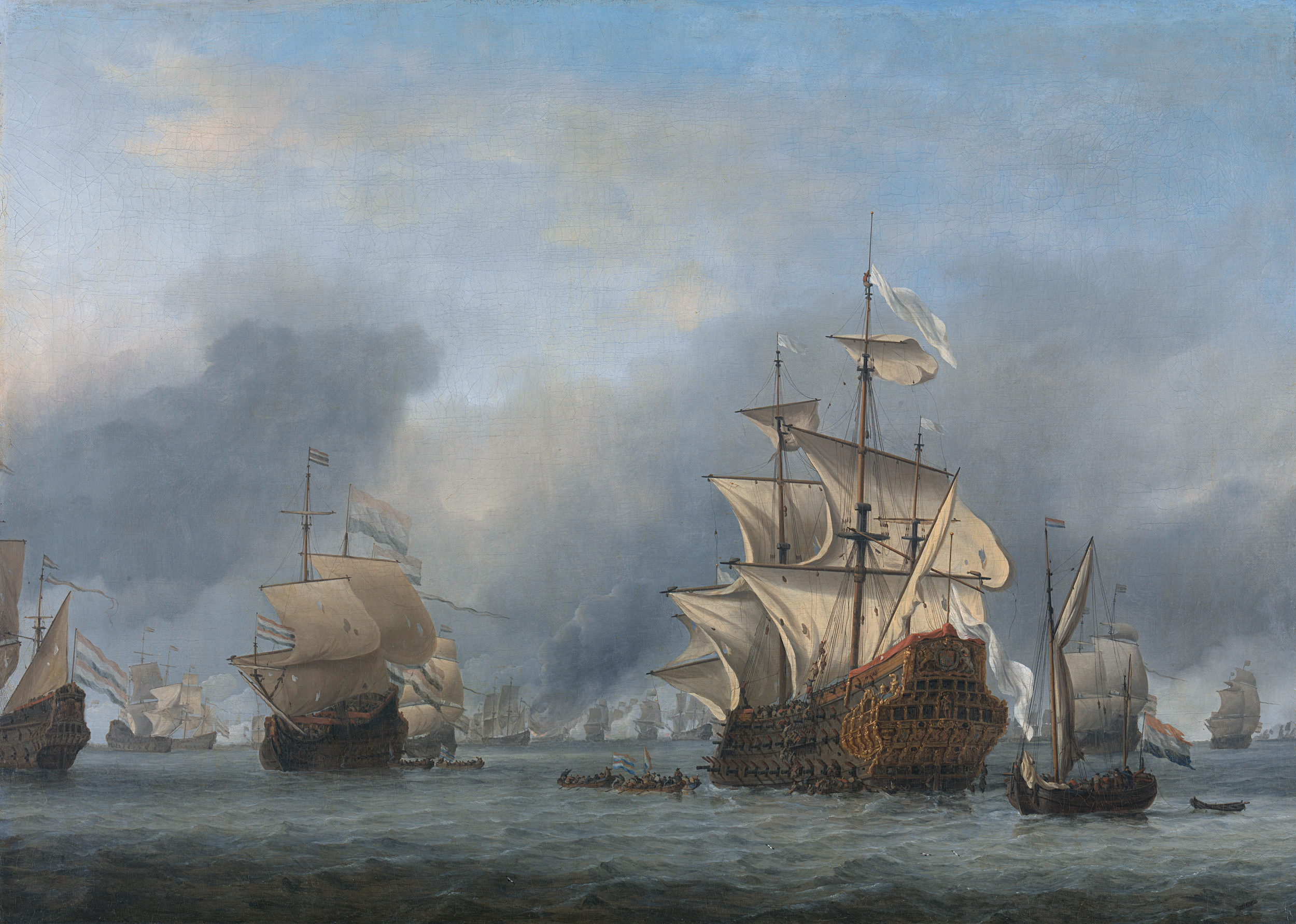
『第二次英蘭戦争中のプリンス・ロイヤル (戦列艦) の鹵獲』(1666-1670年)
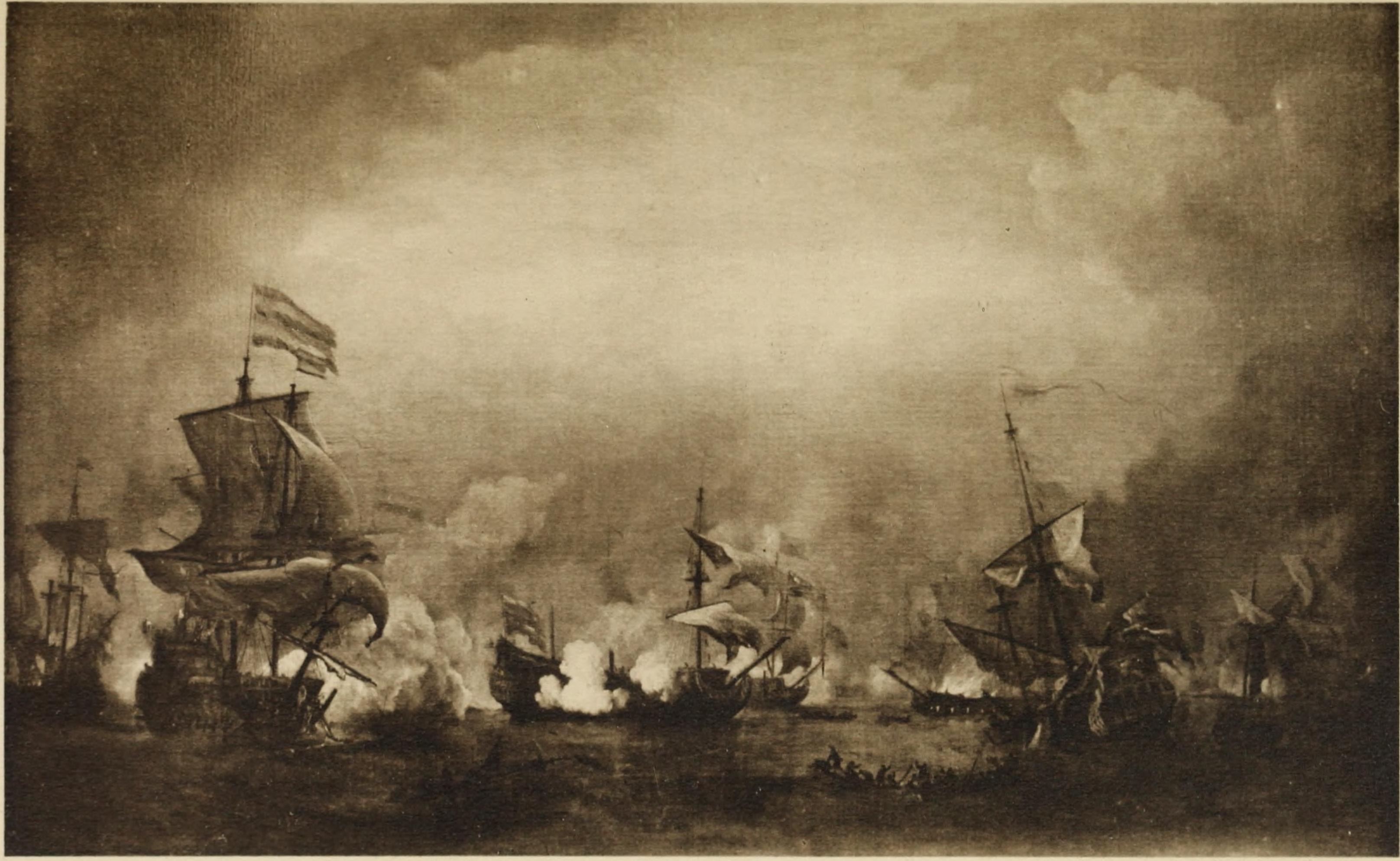
『ケイクダインの海』
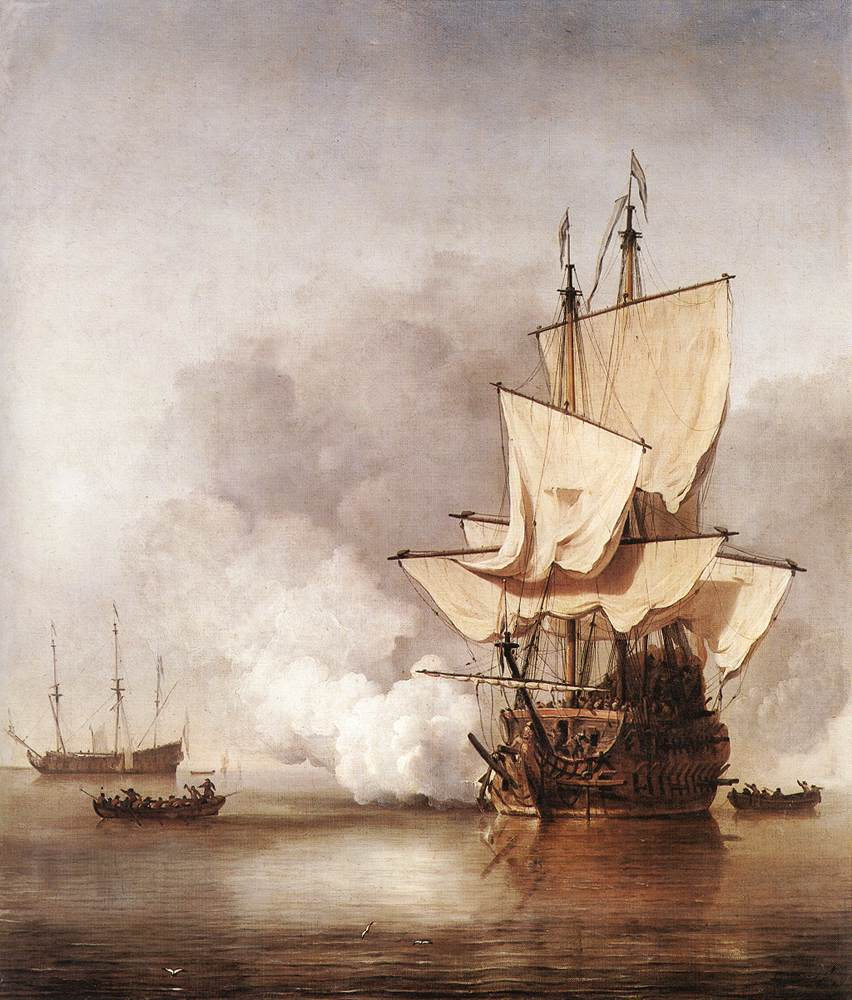
『号砲』(1680年頃)、アムステルダム国立美術館
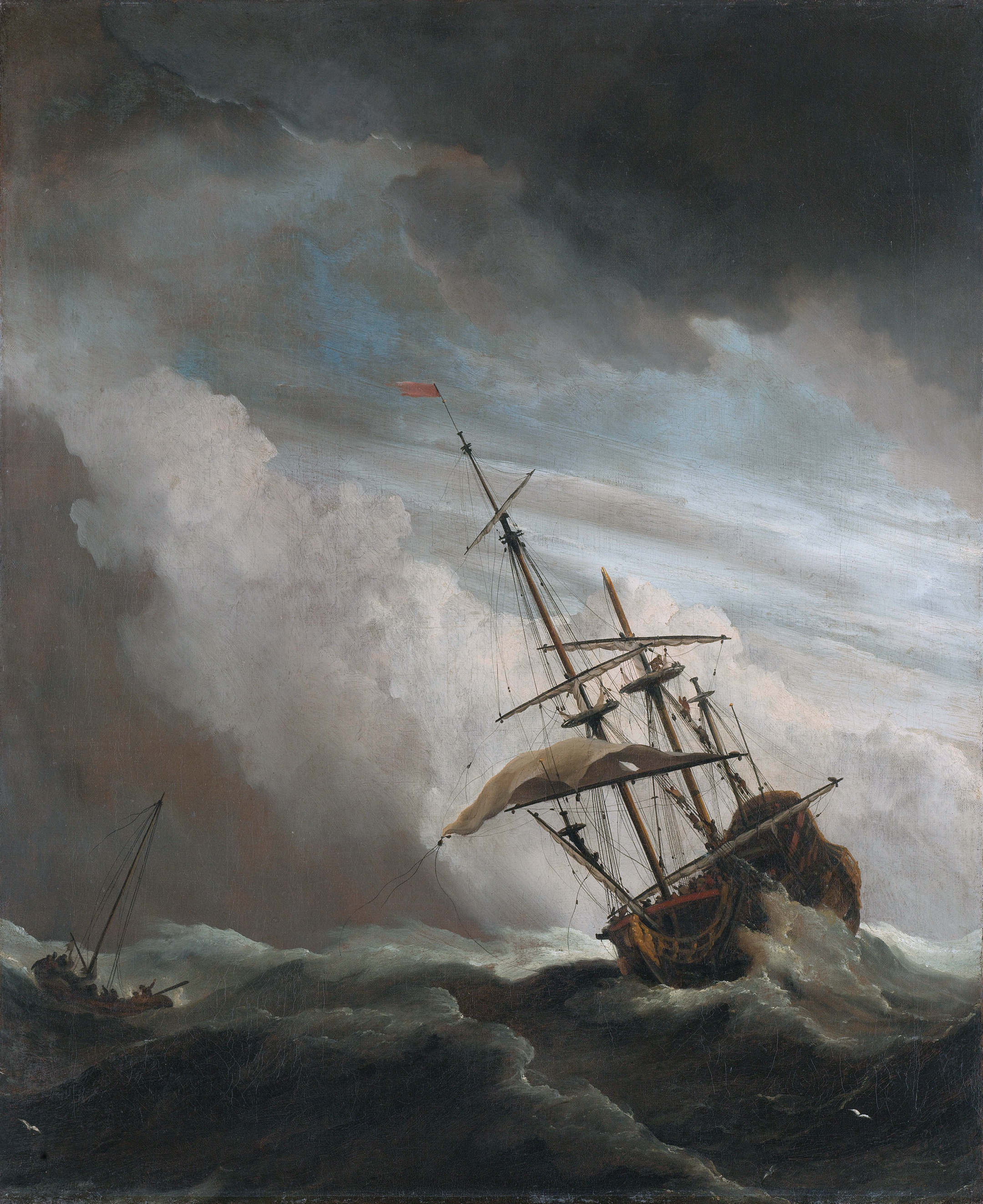
『突風』(1680年頃)、アムステルダム国立美術館
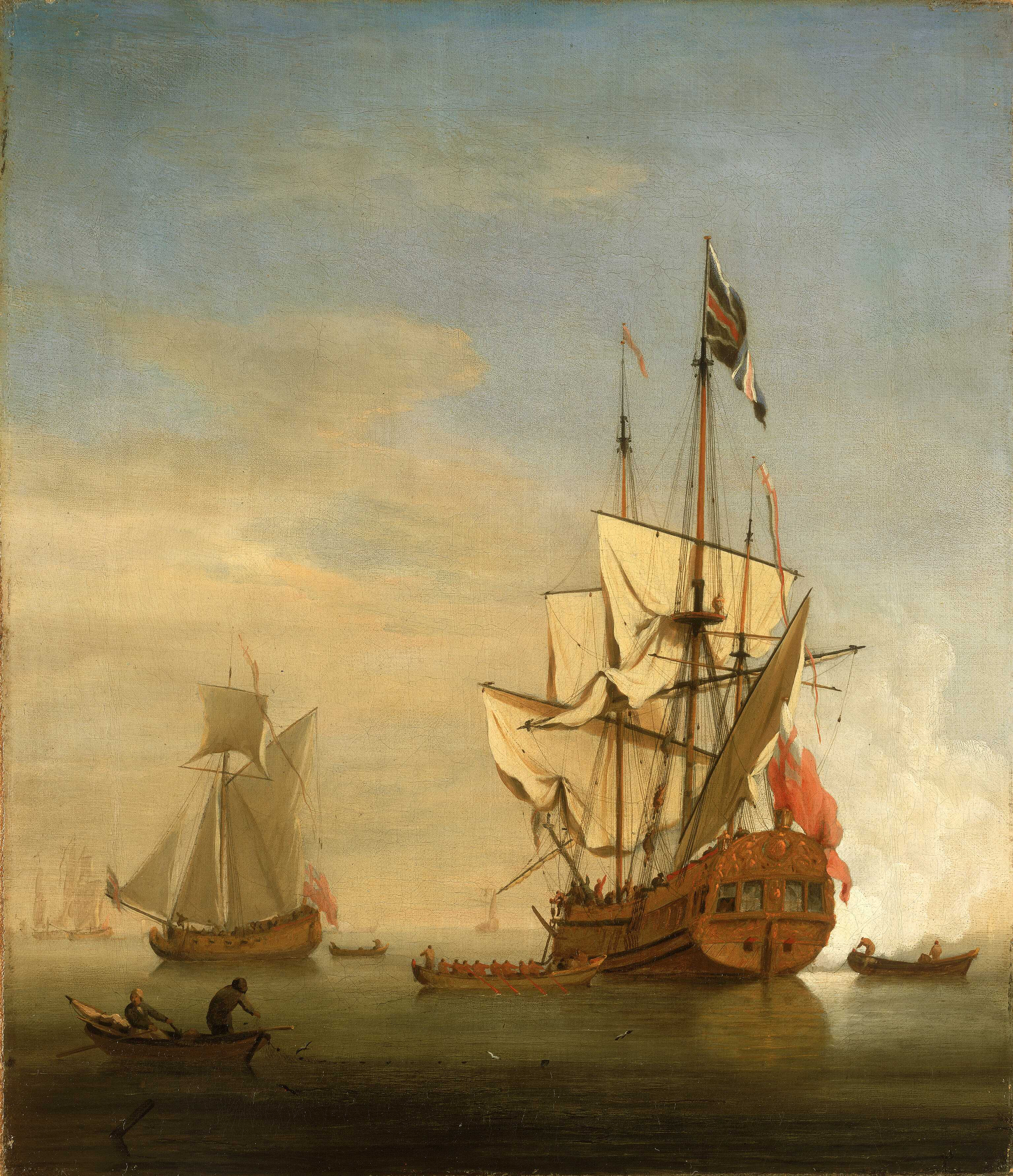